# محمد علي المولوي
محمد علي بن محمد زكي المولوي خطاط شهير من حلب، له عدة مخطوطات عربية وإسلامية.

## نشأته وتعلمه الخط
كان ميلاده في حي العقبة في مدينة حلب السورية عام 1918م، درس وتخرج من مدرسة الشيباني. كان والده هو معلم الخط الأول له وتلاه أحد الخطاطين الكبار في حلب وهو حسن حسني، ثم أصبحت هذه مهنته بعد ذلك واتخذ مقر عمله بمنطقة قسطل الحجارين.

## احترافه للخط
أصبح مدرساً للخط العربي في عدد من المدارس منها مدرسة دار المعلمين، وتتلمذ على يديه عدد من الخطاطين منهم عثمان طه خطاط مصحف المدينة المنورة، و عمل كخبير للخطوط في محاكم الدولة.له عدد من اللوحات في الجامع الأموي بحلب وغيره.

## وفاته
توفي في حادث سيارة عام 1981م، ولتكريم ذكراه تم تسمية شارع باسمه في مدينة حلب.